# Termòmetre de Beckmann

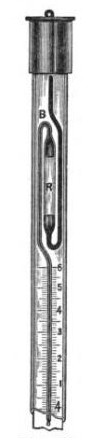
Termòmetre de Beckmann

El termòmetre Beckmann, o termòmetre diferencial de Beckmann, és un dispositiu utilitzat per mesurar petites diferències de temperatura, però no els valors de temperatura absoluta. Fou inventat per Ernst Otto Beckmann (1853 - 1923), un químic alemany, que el necessitava per a les seves mesures dels fenòmens del descens crioscòpic i de l'augment ebullioscòpic el 1905. Actualment el seu ús ha estat superat per aparells de mesura electrònics, però fou àmpliament emprat durant tot el segle xx.
La longitud d'un termòmetre de Beckmann és generalment 40-50 cm. L'escala de temperatura normalment cobreix al voltant de 5 °C i està dividit en centèsimes de grau (0,01 °C). Si bé amb una lupa, és possible estimar els canvis de temperatura de 0,001 °C. La peculiaritat del disseny d'aquest termòmetre és un dipòsit a l'extrem superior del tub (R a la figura), per mitjà del qual la quantitat de mercuri en el bulb pot ser augmentada o disminuïda de manera que l'instrument es pot configurar per mesurar diferències de temperatura per damunt o per sota del valor inicial. En canvi, el rang d'un típic termòmetre de mercuri és fix, i és establert pel calibratge de les marques gravades a la plataforma o les marques en l'escala impresa.